# Super 8er Bahn
Super 8er Bahn im Wiener Wurstelprater war eine Stahlachterbahn vom Modell FC80 (wobei FC für Family Coaster steht) des Herstellers Pinfari, die 1997 im Bereich 94a eröffnet wurde. Sie ist die einzige Auslieferung des Modells.
Im Oktober 2022 wurde die Bahn geschlossen und im März 2023 abgebaut. Sie wurde nach Indien verkauft.
Die 780 m lange Strecke erreichte eine Höhe von 21 m und erstreckte sich über eine Fläche von 28,8 m × 80,5 m.